# Highscreen Boost 3 SE
Highscreen Boost 3 SE — музыкальный смартфон, выпущенный русской компанией Highscreen в 2016 году. Разработан в России.

## Экран
Смартфон оснащён ёмкостным сенсорным экраном диагональю 5 дюймов, распознающим 10 одновременных касаний (10-точечный мультитач). Разрешение экрана составляет 1920х1080 (FullHD), отношение сторон — 16:9, разрешающая способность — 441 пикселей на дюйм (ppi). Экран способен отображать 16777216 оттенков.

## Защита
Смартфон не обладает сертификацией на соответствие какому-нибудь стандарту защиты. Следовательно, он является уязвимым для воздействия воды, пыли, механических повреждений, а также не подходит для использования во взрывоопасных средах. Экран смартфона покрыт защитным стеклом, которое защищает его от царапин ногтями и металлическими предметами, но не может уберечь от царапин песком, поскольку кварц (компонент песка) обладает большей твёрдостью, чем стекло.

## Программное обеспечение
Смартфон оснащён операционной системой Android 6.0 Marshmallow, разработанной в американской компании Google. Используется прошивка со встроенными сервисами Google (жарг. Gapps). В частности, предустановлен клиент магазина приложений и мультимедийного контента Google Play, с помощью которого смартфон можно оснастить большим количеством приложений от сторонних разработчиков. Предустановлен ряд стандартных приложений: медиаплеер, многофункциональные часы, просмотрщик фотографий, FM-радио, калькулятор и другие. Предусмотрено ПО для улучшения звучания.

## Технические характеристики
- ОС: Android 6
- Сети: GSM/GPRS/EDGE (850/900/1800/1900 МГц), WCDMA (900/2100 МГц), FDD-LTE (3/7/8/20) (2х micro-SIM)
- Экран: 5 дюймов (S-IPS/OGS/1920х1080/2.5D стекло Gorilla Glass 3)
- Процессор: MediaTek MT6753 (8х1,3Ггц, Cortex-A53, 28 нм, 64 бит, Mali-720 MP3)
- Оперативная память: 2 Гб (3 Гб Pro)
- Постоянная память: 16 Гб (32 Гб Pro)
- Слот для карт памяти microSDHC: до 128 Гб
- Камеры: 13 Мпкс (модуль: Samsung ISOCELL, PDAF, f/2.0, однотонная LED вспышка), макс. видео запись 1080p*30 (H264, стерео)/ 5 Мпкс (фронтальная)
- Интерфейсы: Wi-Fi 802.11b/g/n, Bluetooth 4.0, ГЛОНАСС/GPS, FM, USB-OTG, 3,5мм (для наушников)
- Датчики: G-сенсор, датчик приближения, датчик освещённости
- Звук: HI-Sound, ЦАП ESS9018K2M и усилитель ADA4897-2 (обращение к звуку на прямую к ЦАПу минуя ограничения ОС Android)
- Емкость аккумулятора: 3100 мА*ч и 6900 мА*ч (съёмные), поддержка быстрой зарядки
- Размеры (ШxВxТ): 141*71,4*9 мм и 13,9мм
- Вес: 168 г
- Комплектация: два аккумулятора, две сменные крышки под аккумуляторы, зарядное устройство 2А, кабель USB, инструкция, гарантийный талон